# Robert Irving III
Robert Irving III (Chicago, 27 oktober 1953) is een Amerikaanse jazzmuzikant (piano, toetsen), componist en arrangeur.

## Biografie
Irvings muzikale carrière begon als blazer. Zijn eerste instrument was de natuurtrompet Clairon, gevolgd door een reeks blaasinstrumenten, waaronder de kornet, hoorn en de ventieltrombone. Terwijl hij op blaasinstrumenten speelde, leerde hij ook toetsinstrumenten spelen om zijn muzikale theoriekennis te verbeteren.
Irvings familie verhuisde van 1969 tot 1978 naar North Carolina, waar Irving verder zijn muziekstudie vervolgde. Hij speelde trombone in concertbands, keyboard voor pop, funk- en fusionbands en orgel en piano voor gospelgroepen. Hammondorgel en keyboards werden nu zijn hoofdinstrumenten.
Toen hij in 1978 terugkeerde naar Chicago, deed Irving zich samen met een reeks muzikanten, waaronder Vincent Wilburn jr. en Darryl Jones, die later met hem toetraden tot de Miles Davis Band. Deze muzikanten vormden een opeenvolging van bands, waaronder Data en AL7. In 1979 werd AL7 uitgenodigd door de arrangeur en producent Tom Tom 84 om voor Maurice White (van Earth, Wind & Fire) demo-opnamen te maken. 
Irving voegde zich in 1981 bij Miles Davis. Door de lange en aanmuntende tijd bij Davis (tot 1988) werd Irving een bijna volledig opgeleide akoestische jazzpianist, hetgeen was te bespeuren in zijn huidige werken.
Davis was opmerkzaam geworden op Irving door zijn opname Space (die hij met zijn getalenteerde in Chicago verblijvende band had opgenomen voor Vincent Wilburns oom). Dat leidde ertoe, dat Miles Davis hem en zijn muzikanten uitnodigden naar New York voor zijn eerste opnamesessie sinds jaren. Daadwerkelijk bleek, dat Irvings muziek de prikkel en de motivatie aanmaakte om Davis te motiveren om zijn van 1974 tot 1979 ingedutte muzikale verderontwikkeling in de laatste fase van zijn carrière van 1979 tot 1991 weer op te nemen. 
Enkele resultaten van deze sessies komen voor op het comeback-album The Man with the Horn van Davis uit 1981. Het titelnummer The Man With the Horn werd geschreven en gearrangeerd door Irving, die ook meeschreef en arrangeerde bij het andere nummer Shout. In 1983 vroeg Davis of Irving als componist, toetsenist, arrangeur en co-producent wilde werken voor de opnamesessies, waaruit het album Decoy ontstond. Hij nodigde Irving ook uit om zich aan te sluiten bij zijn tourneeband, waarbij hij vijf jaar bleef. Hij aanvaardde daar naast de piano de rol van muzikaal leider.
Daarmee was Irving verantwoordelijk voor de muziekarrangementen, de repetities (waaraan Davis nooit deelnam) en het muzikale samenspel tussen Davis en zijn bandleden, waaronder muzikanten als John Scofield, Bill Evans, Mike Stern, Kenny Garrett en Darryl Jones. Als muzikaal leider luisterde Irving elke avond naar de opnamen om daaruit de ideeën te halen, die een vast bestandsdeel werden in de arrangementen van de band.
In 1982 aanvaardde Robert Irving ook voor de Kuumba Theater-productie The Little Dreamer… a Nite in the Life of Bessie Smith de taken van muzikaal leider en pianist en leerde hij daarbij stridepiano spelen van de legendarische Little Brother Montgomery, die de muziek van de show had gecomponeerd.
Bijkomend naast Decoy werkt Irving als componist, producent en arrangeur op de opname You're Under Arrest uit 1985. Dit album bevat de met een Grammy Award genomineerde versie Time After Time en het nummer Human Nature. Terwijl Irving bezig was met You're Under Arrest, studeerde hij bij Gil Evans arrangement, die decennia eerder voor Miles Davis enkele van zijn beroemdste nummers had gearrangeerd. Later breidden Irving en Miles hun samenwerking uit op projecten als de muziek voor de film Street Smart.
Irving verliet Miles Davis band in 1988 en begon zijn eigen muzikale carrière na te streven. In 1988 bracht Irving zijn soloalbum Midnight Dream uit voor Verve Forecast/Polygram Records. Daarop speelden John Scofield, Darryl Jones, Buddy Williams en Phil Perry mee. Irving werkte tijdens de jaren 1990 meer onopvallend met labels als DIW (Japan) en Europa, die in de Verenigde Staten vanwege de kleine oplagen nauwelijks werden opgemerkt, terwijl de opvolgende muzikanten van de Davis-band zich daar sinds 1985 druk bezig hielden. (Marcus Miller).
Sinds hij Davis band had verlaten, woonde Irving in Chicago en werkte hij toe naar een succesvolle carrière als tourneemuzikant, componist, arrangeur, producent en onderwijzer. In het jazzcircuit van Chicago onderwees Irving aan talrijke scholen, bij workshops en gemeenschappelijke evenementen. Hij formeerde het Chicago’s African Arts Ensemble. Irving componeerde de filmmuziek voor de speelfilm Scenes for the Soul (1995) van Gregory Tillman jr., maar ook voor het Miami Chamber Orchestra met Mademoiselle Mandarin, een concert voor jazzharp en –orkest, dat weer werd opgevoerd met de Zwitserse muzikant Markus Klinko.
Hij nam door de jaren als leider van eigen bands of als sideman met een lange lijst fameuze jazzmuzikanten op. Hij werkte o.a. met David Murray, Wallace Roney, Eddie Henderson, Lenny White en de collega's uit de Davis-dagen Darryl Jones, Vince Wilburn jr. en Al Foster, maar ook nog met Ramsey Lewis, Randy Hall, Chick Corea, Pharoah Sanders, Terri Lyne Carrington, Gary Bartz, Buster Williams, Regina Carter en Kirk Whalum. Daarbij werkte hij als componist, arrangeur en pianist.
Bijkomend, op Davis aandringen, begon Irving te schilderen. Hij schildert regelmatig sinds 1997 en zijn werk werd tentoongesteld in enkele galerijen.
Verder nam Irving als leider en muzikaal directeur van de band met voormalige Miles Davis-muzikanten ESP en ESP2 op, speelde hij op een reeks albums en tournees van David Murray, als lid van Kahil El'Zabars Juba Collective en met Wallace Roney. Hij produceerde o.a. albums voor Terri Lyne Carrington (Real Life Story, 1990) en Susan Osborne (Wabi, 1991, kreeg de Nippon Music Award voor het beste creative concept).
In 2007 wordt bij Sonic Portraits met New Momentum een actueel trioalbum uitgebracht, waarop Irving akoestische piano speelt.

## Speelwijze
Zijn functie als begeleider vervult hij terughoudend en structurerend, onbewogen hoe elektrisch en dradig zijn keyboardklanken zijn. In de terughoudendheid is hij daarmee op de Miles Davis-albums niet gemakkelijk uit de totaalklank te onderscheiden en geeft hij daar weinig solo's. Hij kan muziek monumentaal opbouwen, hetgeen hij met zijn ritmisch correct omlijnde tempowisselingen gemakkelijk weer kan oplossen. Met juist zulke gemak tot kracht kan hij spelen in gospelspeelwijzen. Op de akoestische piano heeft hij een vol geluid, hij speelt in octaafafstanden met volle akkoorden, aan de keyboards klink hij meer dradig gevlamd met rudimentaire toespelingen, hij plaatst accenten en blijft bij eenvoudige akkoorden. Gecompliceerde jazzakkoorden beweegt hij over grote intervallen, meer eenvoudige gospeldrieklanken wisselt hij ritmisch percussief tussen de rechter en linkerhand.

## Discografie
met Miles Davis
- 1981: Miles Davis, The Man With the Horn (componist, arrangeur, keyboards, producent)
- 1985: Miles Davis, You're Under Arrest (Grammy Award nominatie) (componist, arrangeur, keyboards, producent)
- ????: Miles Davis, Decoy (DownBeat album van het jaar) (componist, arrangeur, keyboards, producent)
- 2002: Miles Davis, The Complete Miles Davis at Montreux (componist, producent, keyboards)

onder zijn eigen naam en met Miles Davis opvolgende band
- 1989: Robert Irving III, Midnight Dream (componist, arrangeur, keyboards, producent)
- 1992: ESP, ESP (Robert Irving III, Darryl Jones, Bobby Broom, Kirk Whalum, Toby Williams) (componist, arrangeur, keyboards, producent)
- 2007: Robert Irving III, New Momentum (Sonic Portraits Entertainment) (orkestleider, piano, componist, arrangeur en producent) (met Terri Lyne Carrington)

als sideman
- 1994: David Murray, The Tip (orgel, synthesizer)
- 1995: David Murray, Jug-a-Lug, DIW (orgel, synthesizer)
- 1996: David Murray, Dark Star (1e plaats van de Billboard Charts) (orgel, piano, synthesizer)
- 1997: Wallace Roney, Village (keyboards)
- 1997: David Murray, Fo Deuk Revue, enja (piano, componist)
- 2002: Juba Collective (Khalil El'Zabar), Juba Collective (piano, (Hammond)orgel, keyboards)

- Bibliothèque nationale de France: cb13934516g (data)
- Gemeinsame Normdatei: 134654897
- International Standard Name Identifier: 0000 0003 6168 375X
- Library of Congress Control Number: n92008330
- Nationale Bibliotheek van Letland: 000346696
- MusicBrainz: 0c3b9f2f-ac5f-4dbb-9aca-6ff9e5f4392b
- Système universitaire de documentation: 149376405
- Virtual International Authority File: 19869691
- WorldCat: E39PBJjxrW6xTP9rH4qQRHHDMP